# Maybe I'm Dreaming
Maybe I'm Dreaming (Quizá estoy soñando en español) es primer álbum de Owl City, un proyecto musical de Adam Young, lanzado de forma independiente en el 2008. Llegó al Top 20 del Billboard Electronic Music Album Chart, en el puesto 13.

## Lista de canciones
| N.º | Título                  | Duración |  |
| 1.  | «On the Wing»           | 5:05     |  |
| 2.  | «Rainbow Veins»         | 4:41     |  |
| 3.  | «Super Honeymoon»       | 3:22     |  |
| 4.  | «The Saltwater Room»    | 4:56     |  |
| 5.  | «Early Birdie»          | 4:16     |  |
| 6.  | «Air Traffic»           | 3:37     |  |
| 7.  | «The Technicolor Phase» | 4:27     |  |
| 8.  | «Sky Diver»             | 2:45     |  |
| 9.  | «Dear Vienna»           | 3:58     |  |
| 10. | «I'll Meet You There»   | 4:17     |  |
| 11. | «This Is the Future»    | 2:53     |  |
| 12. | «West Coast Friendship» | 4:06     |  |

## Sencillos
- Early Birdie : Se grabó su video musical pero no fue lanzado ya que el grupo optó por no Hacerlo.Un Año Más tarde se subió el video a la red de Youtube así como su detrás de cámaras y Errores de filmación.En el video se ve al vocalista de la Banda (Adam Young) recorriendo las calles de la ciudad en invierno, Young en el transcurso del video recoge Fragmentor de un Diario.

- The Technicolor Phase : La canción Fue Lanzada tiempo después del álbum, se esperaba un video musical de la canción pero la Banda estaba a punto de lanzar su segundo álbum (Ocean Eyes). En el año 2010 la canción fue utilizada para la Banda Sonora de Almost Alice.

## Listas de éxitos
| LIsta (2009)                           | Máxima posición |
| -------------------------------------- | --------------- |
| U.S. Billboard Dance/Electronic Albums | 13              |
| UK Top 40 Dance Albums                 | 34              |